# Pega a Visão
"Pega a Visão" é uma canção do grupo de hip hop brasileiro Bonde da Stronda, lançada como single em 3 de Outubro de 2014 pela 2N MUSIC. O videoclipe do single foi lançado juntamente com a canção. O vídeo chegou a marca de 300 mil acessos apostas uma semana de seu lançamento.

## Lista de faixas
| N.º | Título                         | Duração |  |
| 1.  | "Pega a Visão"                 | 5:14    |  |
| 2.  | "Pega a Visão" (Vídeo musical) | 5:32    |  |